# Euptychia gemma
Euptychia gemma är en fjärilsart som beskrevs av Jacob Hübner 1816. Euptychia gemma ingår i släktet Euptychia och familjen praktfjärilar. Inga underarter finns listade i Catalogue of Life.

## Bildgalleri

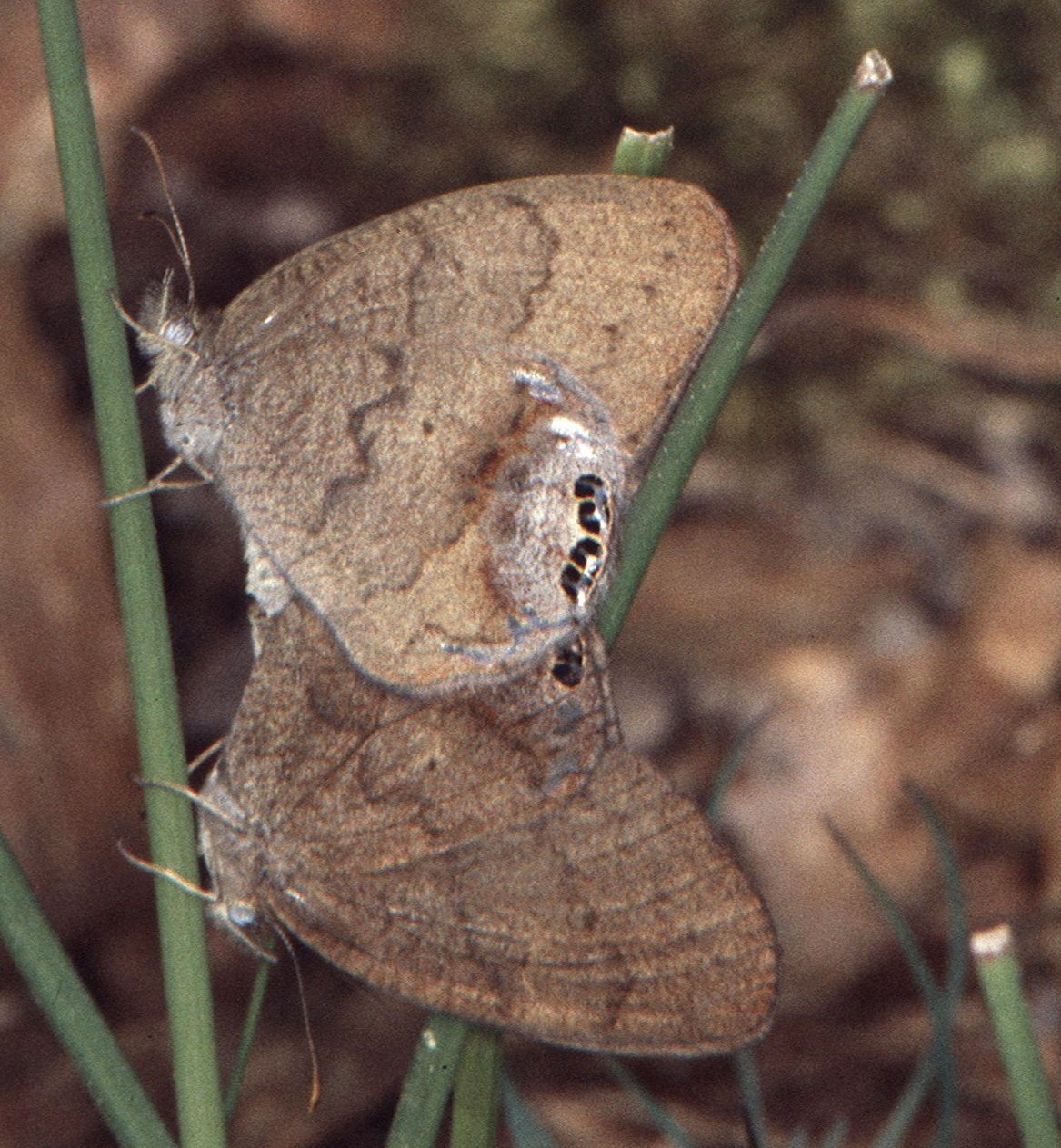